# Eschbach (Usingen)
Eschbach é um distrito de Usingen localizada no estado de Hessen, na Alemanha.